# Aage Winther-Jørgensen
Aage Christian Gotfred Winther-Jørgensen (født 16. maj 1900 i København, død 10. april 1967 på Frederiksberg) var en dansk skuespiller. Han var far til skuespilleren Hanne Winther-Jørgensen.

## Filmografi
- Præsten i Vejlby – 1931
- Skaf en sensation – 1934
- Det gyldne smil – 1935
- Elverhøj – 1939
- Sørensen og Rasmussen – 1940
- En søndag på Amager – 1941
- Drama på slottet – 1943
- Jeg mødte en morder – 1943
- To som elsker hinanden – 1944
- Affæren Birte – 1945
- For frihed og ret – 1949
- Min kone er uskyldig – 1950
- Nålen – 1951
- Kriminalsagen Tove Andersen – 1953
- Sønnen – 1953
- Kongeligt besøg – 1954
- Ild og Jord – 1955
- Gengæld – 1955
- Tante Tut fra Paris – 1956
- Der var engang en gade – 1957
- Mig og min familie – 1957
- Mariannes bryllup – 1958
- Onkel Bill fra New York – 1959
- Skibet er ladet med... – 1960
- Harry og kammertjeneren – 1961
- Duellen – 1962
- Bussen – 1963
- Don Olsen kommer til byen – 1964